# Playa de la Memoria

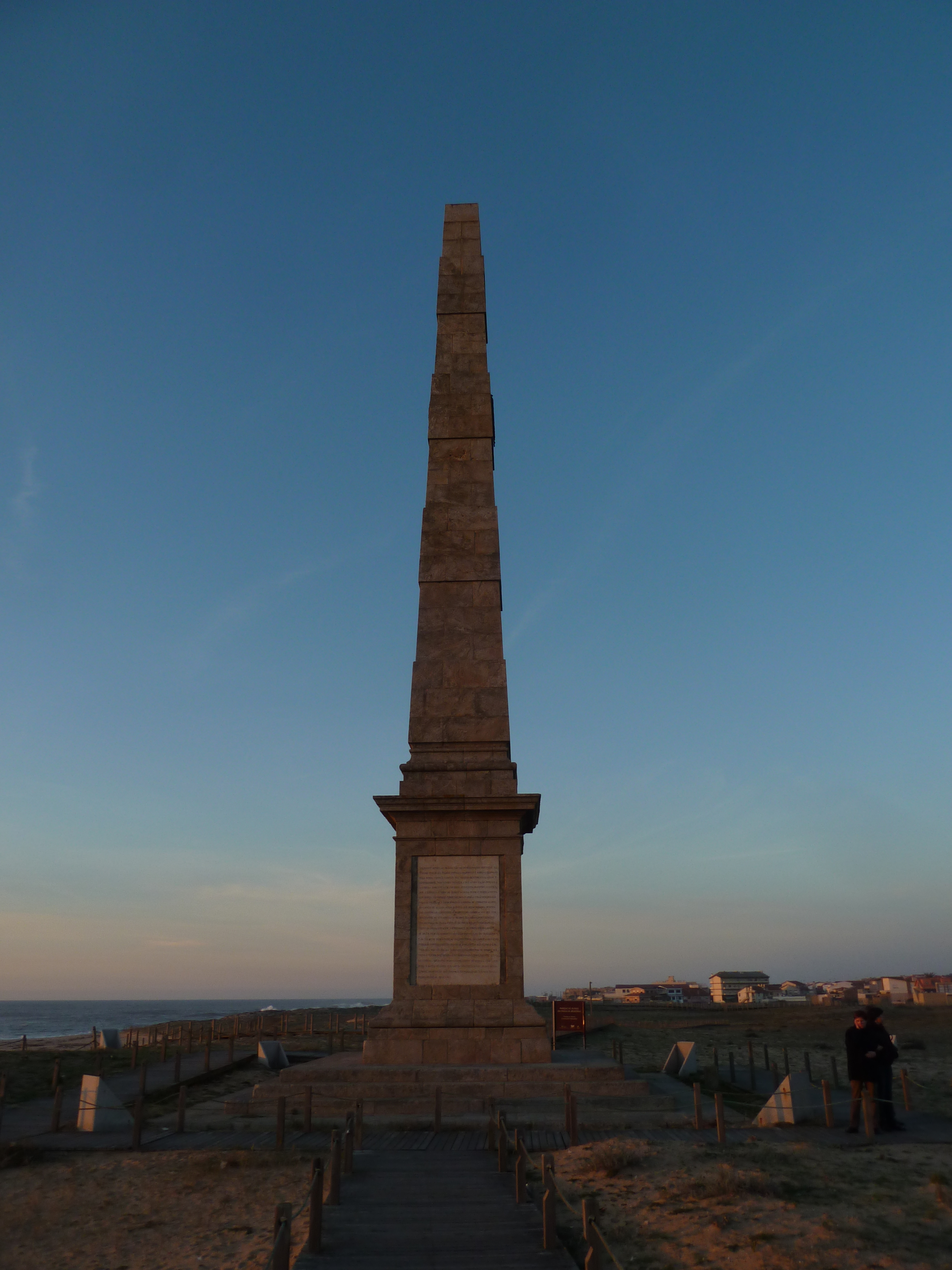
Oporto

La Playa de la Memoria es un extenso arenal de la costa portuguesa, en el municipio de Matosinhos, al norte de Oporto. Es célebre porque en esa playa, el 8 de julio de 1832, desembarcó un ejército de mercenarios del antiguo rey Pedro IV de Portugal (1798-1834), quien se enfrentó a su hermano Miguel (1802-1866), usurpador del trono de Portugal, para reponer a su hija, Maria (1819-1853). La lucha tiene lugar dentro de la guerra civil portuguesa (1828 a 1834). 
El desembarco iniciaría el largo sitio de Oporto. 
En recuerdo de la gesta, hay colocado en el lugar un obelisco conmemorativo.  
- Datos: Q9060774